# Trifluraline
La trifluraline est une substance active d'herbicide, de la famille chimique des dinitroanilines, couramment utilisée dans des préparations herbicides de pré-émergence.
Avec environ 14 millions de livres (6350 tonnes) utilisées aux États-Unis en 2001, c'est l'un des herbicides les plus utilisés.
La trifluraline est interdite dans l'Union européenne depuis le 20 mars 2008, principalement à cause de sa toxicité élevée pour les poissons et la faune aquatique en général.
La trifluraline est généralement appliquée au sol pour maîtriser diverses espèces de graminées et dicotylédones annuelles.
Cette molécule inhibe le développement des racines en interrompant la mitose, et peut donc tuer les mauvaises herbes dès la germination,.